# Exor (företag)
Exor S.p.A., är ett italienskt multinationellt investmentbolag som har ägarskap i bland annat fastighetsrådgivningsföretaget Cushman & Wakefield, Inc., fotbollslaget Juventus FC, jordbruksutrustningstillverkaren CNH Industrial N.V., holdingbolaget Fiat Chrysler Automobiles N.V. och medieföretaget The Economist Newspaper Limited.
Bolaget grundades 27 juli 1927 av industrimagnaten Giovanni Agnelli och kontrolleras av familjen Agnelli som äger 51,39% av investmentbolaget.